# Gura Caliței
Gura Caliței es una comuna ubicada en el distrito de Vrancea, Rumania.

## Superficie
Posee una superficie de 115,1 kilómetros cuadrados.

## Demografía
Hasta 2021 la población era de 2558 habitantes, con una densidad de población de 22,22 habitantes por kilómetro cuadrado.